# Географический и статистический словарь Пермской губернии
Географический и статистический словарь Пермской губернии — историко-географический справочник, в котором представлена история населенных пунктов и описание географических объектов, входящих ранее в Пермскую губернию, впервые изданный в 1873 году. Составителем является екатеринбургский краевед Наркиз Чупин. 

## История создания
После создания всероссийских проектов таких как «Географическо-статистический словарь Российской империи», составленного П. П. Семеновым-Тян-Шанским, в регионах начинается создание региональных справочников. Так, Н. К. Чупин в декабре 1859 года был привлечён к сбору сведений и составлению статистических описаний округов Уральских казенных горных заводов. А в 1860-х годах член статистического комитета МВД А. И. Артемьев привлёк его к созданию энциклопедического словаря, в который не вошёл ряд материала, собранных Н. К. Чупиным.
Н. К. Чупин принял решение создать ещё «Географический и статистический словарь Пермской губернии», и на общем собрании УОЛЕ 22 марта 1873 года он впервые представил на рассмотрение коллег начатый им Географический словарь Пермской губернии, прося содействия общества для собирания сведений о возможно большем числе пунктов, замечательных каким бы то ни было природными особенностями.

## Издания
В 1873 году выходит в «Сборнике Пермского земства» первый выпуск (буквы А и Б), а в 1875 году — второй (буквы Б — Г). Отдельными приложениями к сборнику были изданы в 1876 году том 1 (выпуск 3), буквы Г — I; в 1878 году — том 2 (выпуск 4) — буква К. В 1880 году вышел том 2 (выпуск 5), (буквы Л — М). После смерти Н. К. Чупина в 1886 году был опубликован том 6 (буква Н) и позднее в материалах «Сборника Пермского земства» были размещены статьи на буквы Ф, Х, Ц, Щ, Ю, Я. Словарь остался незавершенным и единым изданием так и не был опубликован.

## Содержание
Первый том «Географический и статистический словарь Пермской губернии» открывается предисловием автора, в котором дана характеристика источников и пособий, использованных для его составления: различные статьи, напечатанные в «Пермских губернских ведомостях», в «Журнале Министерства внутренних дел» и т. д.; геогностические и статистические описания разных местностей, помещенные в «Горном журнале»; медикотопографические и лесохозяйственные описания, записки путешественников старого и Нового времени, в том числе Палласа, Лепихина, Рычкова, Георги и др.; описания Пермской губернии Попова и Мозеля, топографические карты. Кроме того, автор широко использовал официальные данные и устные рассказы о разных местностях. 
Структура справочника построена по алфавитному принципу. Значительная часть статей была посвящена сельским населенным пунктам.

## Отзывы
По мнению Л. Н. Мазур, опубликованный словарь Н. К. Чупина быстро стал библиографической редкостью. Ценность словаря состояло в том, что в нём содержалась самая обширная на тот период времени и тщательно проверенная информация о географии Урала, народонаселении, округах, заводах, приисках, трактах, станциях, городах и прочего.
«Произведение глубокое по содержанию, точное по источникам и единственное в своем роде» — так характеризовал его советский учёный-историк В. Я. Кривоногов. 
Председатель УОЛЕ О. Е. Клер высказался следующим образом: В этом обширнейшем труде сгруппированы все имеющиеся до сих пор в печати данные о Пермской губернии, множество новых исторических, статистических и других фактов, собранных нашим почтенным сочленом в течение более 26 лет, частью из местных горных архивов, частью из сообщений его многочисленных корреспондентов и почитателей, а что придает этому словарю особенно научное достоинство — это специальные познания автора по всем почти наукам и основанная на них критическая оценка сообщаемых сведений. 